# 拡張式寒冷地被服システム

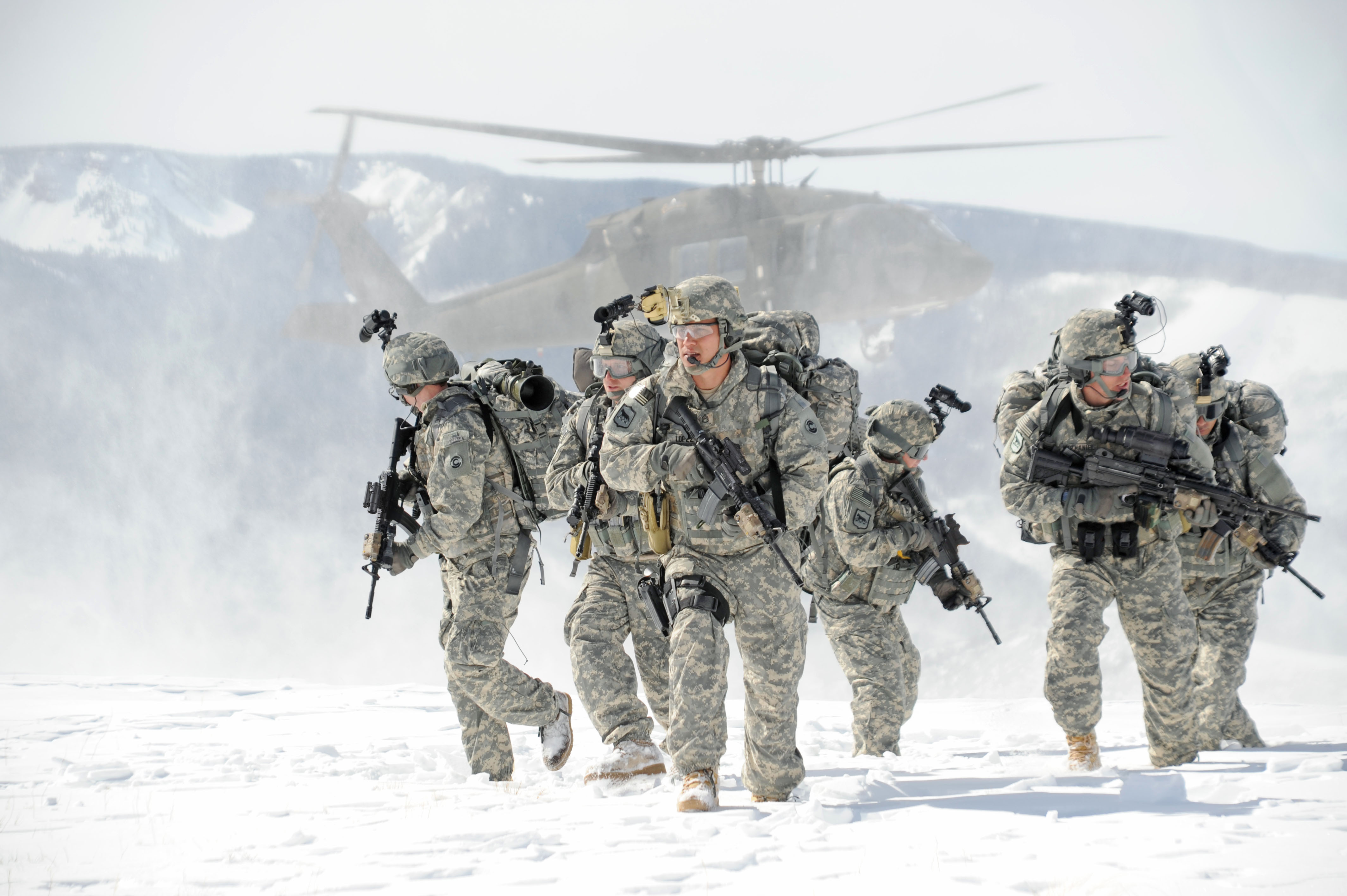
拡張式寒冷地被服システム第3世代

拡張式寒冷地被服システム、ECWCS（エクワックス）（英: Extended Cold Weather Clothing System）は、マサチューセッツ州にあるアメリカ陸軍ネイティック研究・開発・技術・センター（英: the U.S. Army Natick Research, Development and Engineering Center）によって1980年代に開発された保護服システムである。

## 第1世代

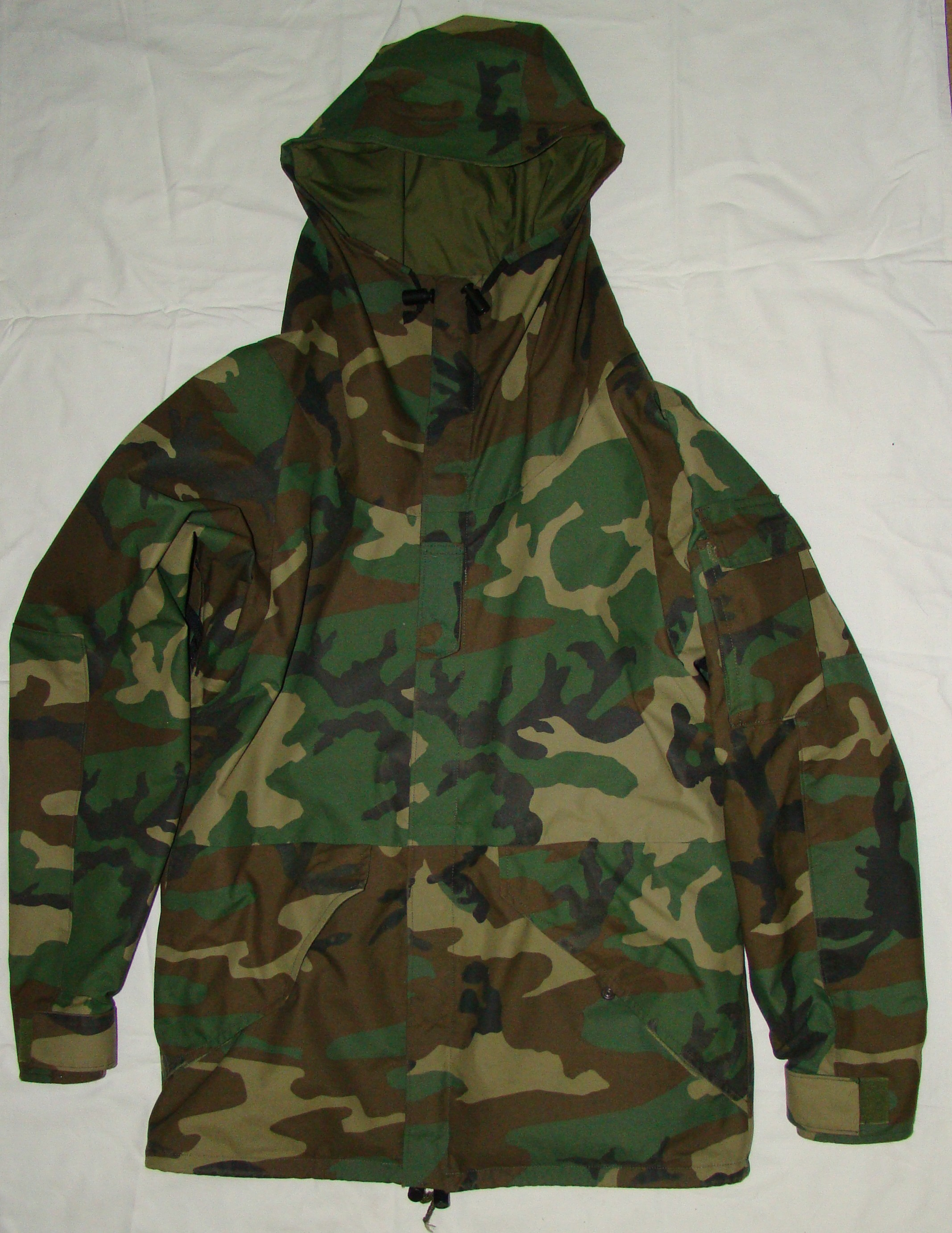
第1世代パーカ

華氏40度（摂氏4.4度）から華氏-60度（摂氏-51.1度）までの気温の中で適切な環境保護を維持することを目指している。
上下被服のセットを1つのレイヤーとしてまとめたものを5つ設定し、気温に合わせて薄手のものから順番に重ね着することで対応する。
- レイヤー1:吸汗拡散生地のアンダーシャツとズボン下
- レイヤー2:パイル織物のジャケットとオーバーオール（ベアスーツ）、ズボン型キルティングライナー
- レイヤー3:ジャケット型キルティングライナーとナイロンコットンズボン
- レイヤー4:防水透湿生地のパーカ（ECWCSパーカ）とズボン
- レイヤー5:雪迷彩のギリースーツ

小物は次の通り。
- 皮革製とウール製の手袋、皮革製とウール製の3本指（トリガーフィンガー）ミトン、脱着可能なライナーつきミトン、雪迷彩のミトン
- 耳当てつき帽子と目出し帽
- 2重底ブーツ（ミッキーマウスブーツ）と外気排出バルブつき2重底ブーツ（バニーブーツ）、靴下
- サスペンダー

## 第2世代
2006年頃から。第1世代から大きな変更はない。
- レイヤー1に薄手の吸汗拡散生地のアンダーシャツとズボン下が追加され、選択可能に
- レイヤー2のパイル織物のジャケットとオーバーオールをフリースのジャケットとオーバーオールに変更

## 第3世代

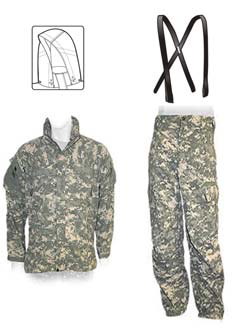
第3世代レベル5上下

2008年頃から。華氏45度（摂氏7.2度）から華氏-50度（摂氏-45.6度）までの気温の中で適切な環境保護を維持することを目指している。
第3世代は保護戦闘服（英: Protective Combat Uniform）を参考にし、レベルという分類をした上半身7種類（アンダーシャツ2種、ジャケット4種、パーカ1種）・下半身5種類（ズボン下2種、ズボン2種、オーバーパンツ1種）を組み合わせたシステムとなっている。
- レベル1:薄手の吸汗拡散生地のアンダーシャツとズボン下
- レベル2:やや厚手の吸汗拡散生地のアンダーシャツとズボン下
- レベル3:フリースジャケット
- レベル4:ウインドジャケット
- レベル5:撥水生地のジャケットとズボン
- レベル6:防水透湿生地のジャケットとズボン
- レベル7:中綿入りパーカとオーバーパンツ（マシュマロスーツ）

| 動き | 気温                                           | 上下 | レベル | レベル | レベル | レベル | レベル | レベル | レベル | レベル |
| 動き | 気温                                           | 上下 | 1      | 2      | 3      | 4      | 5      | 6      | 7      |        |
| ---- | ---------------------------------------------- | ---- | ------ | ------ | ------ | ------ | ------ | ------ | ------ | ------ |
| 活動 | 華氏-21度（摂氏-32度）から華氏0度（摂氏-18度） | 上   | ○      | ○      | ○      |        | ○      |        |        |        |
| 活動 | 華氏-21度（摂氏-32度）から華氏0度（摂氏-18度） | 下   | ○      | ○      |        |        | ○      |        |        |        |
| 活動 | 華氏-0度（摂氏-18度）から華氏30度（摂氏-1度）  | 上   | ○      | ○      |        |        | ○      |        |        |        |
| 活動 | 華氏-0度（摂氏-18度）から華氏30度（摂氏-1度）  | 下   | ○      | ○      |        |        | ○      |        |        |        |
| 活動 | 華氏30度（摂氏-1度）から華氏50度（摂氏10度）   | 上   | ○      |        |        | ○      |        |        |        |        |
| 活動 | 華氏30度（摂氏-1度）から華氏50度（摂氏10度）   | 下   | ○      |        |        |        | ○      |        |        |        |
| 活動 | 華氏35度（摂氏1度）から華氏45度（摂氏7度）     | 上   | ○      |        |        |        | ○      |        |        |        |
| 活動 | 華氏35度（摂氏1度）から華氏45度（摂氏7度）     | 下   | ○      |        |        |        | ○      |        |        |        |
| 待機 | 華氏-50度（摂氏-46度）から華氏0度（摂氏-18度） | 上   | ○      | ○      | ○      |        | ○      |        | ○      |        |
| 待機 | 華氏-50度（摂氏-46度）から華氏0度（摂氏-18度） | 下   | ○      | ○      |        |        | ○      |        | ○      |        |
| 待機 | 華氏-0度（摂氏-18度）から華氏30度（摂氏-1度）  | 上   |        | ○      |        |        | ○      |        | ○      |        |
| 待機 | 華氏-0度（摂氏-18度）から華氏30度（摂氏-1度）  | 下   |        | ○      |        |        | ○      |        |        |        |
| 待機 | 華氏30度（摂氏-1度）から華氏45度（摂氏7度）    | 上   | ○      |        | ○      |        |        | ○      |        |        |
| 待機 | 華氏30度（摂氏-1度）から華氏45度（摂氏7度）    | 下   | ○      |        |        |        |        | ○      |        |        |
| 待機 | 華氏45度（摂氏7度）超                          | 上   | ○      | ○      |        |        |        | ○      |        |        |
| 待機 | 華氏45度（摂氏7度）超                          | 下   | ○      |        |        |        |        | ○      |        |        |

小物は次の通り。
- 目出し帽とフリースキャップ、ネックウォーマー、スキーゴーグルとサングラス、フードのファー
- 2重底ブーツ（ミッキーマウスブーツ）と外気排出バルブつき2重底ブーツ（バニーブーツ）と防水ブーティー、ナイロン製とポリプロピレン製とウール製の靴下
- 雪迷彩のギリースーツとサスペンダー

## 軍事目的以外での使用

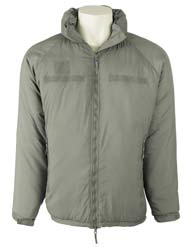
第3世代レベル7上

2017年頃に俳優の菅田将暉や坂口健太郎が、第3世代レベル7上を着用した画像をインターネット上で公開したことで話題になった。 